# A Feast for Crows
Festim dos Corvos é o quarto livro da série de fantasia épica As Crônicas de Gelo e Fogo, escrita pelo norte-americano George R. R. Martin e publicada pela editora Bantam Spectra. Foi lançado em 17 de outubro de 2005 na Grã-Bretanha e em 8 de novembro do mesmo ano nos Estados Unidos.
Foi o primeiro livro da série a estrear em número um na lista de mais vendidos dos jornais estadunidenses The New York Times e The Wall Street Journal. Em 2006, foi indicado aos prêmios Hugo, Locus e British Fantasy Society, não convertendo nenhuma da nomeações. No Brasil, a obra foi publicada pela editora LeYa em fevereiro de 2012 com o título O Festim dos Corvos. Por sua extensão, em Portugal ela foi dividida em dois volumes, lançados em 2009 pela editora Saída de Emergência sob os títulos O Festim dos Corvos e O Mar de Ferro.
Originalmente, o quarto tomo da série seria A Dance with Dragons; contudo, este romance deveria cobrir um longo período de tempo na história, e logo tornou-se grande demais para ser publicado. Martin optou por dividir a trama por seus personagens e lugares específicos — logo, A Feast for Crows contém todos os personagens do Sul dos Sete Reinos, enquanto o volume seguinte, A Dance with Dragons, contém os do Norte e os do outro lado do mar estreito. Contudo, esta divisão é apenas geográfica, uma vez que os enredos abordam o mesmo período de tempo — nesse sentido, os dois livros são paralelos, e ambos começam suas histórias após A Storm of Swords. Como os demais romances da série, A Feast for Crows contêm um extenso apêndice, com um total de 75 páginas.

## Enredo
O Festim do Corvos começa onde A Tormenta de Espadas termina e ocorre simultaneamente com os eventos do livro seguinte, A Dança dos Dragões. A Guerra dos Cinco Reis parece ter terminado. Robb Stark, Joffrey Baratheon, Renly Baratheon e Balon Greyjoy estão mortos. Rei Stannis Baratheon fugiu para a Muralha, onde Jon Snow se tornou Senhor Comandante da Patrulha da Noite. Rei Tommen Baratheon, irmão de Joffrey com oito anos de idade, agora governa em Porto Real sob o olhar atento de sua mãe, a rainha regente Cersei Lannister. Senhor Tywin Lannister está morto, assassinado por seu filho Tyrion que fugiu da cidade. Sansa Stark está se escondendo no Vale, protegida por Petyr Baelish que assassinou a sua esposa Lysa Arryn e nomeou-se Protetor do Vale e guardião do Lord Robert Arryn que tem apenas oito anos.

### Nas Ilhas de Ferro
Após a morte do rei Balon Greyjoy, é convocada uma Assembléia de Homens Livres por Aeron Cabelo-molhado, irmão mais novo de Balon e o sacerdote mais respeitado do Deus Afogado. Com Theon Greyjoy prisioneiro dos Bolton no Forte de Pavor, os mais fortes candidatos são os irmãos de Balon, Victarion e Euron "Olho de Corvo", que acaba de regressar do leste. Asha Greyjoy, filha de Balon, também tenta reivindicar a Cadeira do Mar apesar de ser mulher. Há um impasse entre os três até Euron revelar o seu plano para tomar o controle dos dragões de Daenerys Targaryen através do uso de magia e assim governar Westeros. Euron é coroado rei, e Asha desaparece com o seu navio para o norte. Aeron, que considera Euron ímpio, também parte para ganhar apoio popular contra ele.
Euron lança uma ambiciosa campanha contra Campina e envia navios sob o comando do irmão Victarion para conquistar as Ilhas Escudo e invadir a costa. Seu apetite pelo saque é saciado com os ataques em Westeros e, no entanto, tanto o apoio para viagem de Euron a Essos como  sua influência sobre os Homens de Ferro diminuem. Ele percebe que deve permanecer e consolidar o seu controle. Victarion concorda em ir à Baía dos Escravos e entregar a proposta de casamento de Euron com Daenerys. No entanto, Victarion odeia Euron por ter dormido com a sua esposa e decide se vingar cortejando Daenerys para si mesmo.

### Nos Sete Reinos
Na cidade de Vilavelha, um jovem noviço da Cidadela chamado Pate rouba uma chave mestra de um dos meistres e vende-a a um homem misterioso que se chama o Alquimista. Pouco depois de receber o seu pagamento, Pate colapsa na rua.
Na cidade de Porto Real, ocorre o funeral de Tywin Lannister. Para desgosto de Cersei, Senhor Mace Tyrell tenta usar a ocasião para colocar-se na frente para o cargo de Mão do Rei e conseguir colocar um dos seus vassalos de Jardim de Cima no pequeno conselho. Cersei rejeita-o e pede ao seu tio Kevan para servir como Mão. Kevan diz que só aceitará se Cersei renunciar ser regente e voltar para o Rochedo Casterly como herdeira de Tywin, tal como este desejava. Cersei furiosamente recusa e Kevan parte para ajudar o seu filho Lancel a governar o seu novo castelo de Darry no Tridente. Eventualmente, ela nomeia o submisso Harys Swyft como Mão e preenche o resto do pequeno conselho com os seus subordinados, incluindo Gyles Rosby como Mestre da Moeda, Aurane Waters como Comandante da Frota Real, e o ex-Meistre Qyburn como Mestre dos Sussurros.
Na Muralha, Samwell Tarly recebe uma nova missão de Jon Snow. Ele deverá levar o Meistre Aemon de volta à Cidadela, em Vilavelha, por mar e pesquisar sobre os Outros nos arquivos que lá existem. A informação pode ser essencial numa possível guerra. Goiva e o cantor Dareon vão acompanhá-los também. Jon está ocupado reconstruindo a Patrulha após a Batalha do Castelo Negro, e está preocupado com os planos de Melisandre de queimar Mance Rayder, que está em cativeiro, numa tentativa de ressuscitar os dragões de pedra. Sam, Aemon, e Goiva embarcam através do Mar Estreito para a Cidade Livre de Braavos, mas a saúde de Aemon começa a falhar. Goiva chora durante toda a viagem, e Aemon revela que ela foi forçada a trocar seu bebê com o de Mance na Muralha (mais uma vez para evitar que Melisandre o queimasse). Em Braavos, a saúde de Aemon piora e eles perdem o navio que deveria levá-los para sul. Dareon ganha dinheiro cantando mas o gasta com vinho e prostitutas, deixando o grupo desamparado. Dareon também ouve rumores na cidade de um dragão de três cabeças em Meereen. Depois de Sam confrontar violentamente Dareon, ele encontra um homem das Ilhas do Verão que viu os dragões de Daenerys Targaryen em Qarth. Aemon passa a acreditar que Daenerys cumpre a profecia do "Príncipe Prometido", com o raciocínio de que os dragões são hermafroditas. Ele resolve viajar para Meereen, e o homem das Ilhas de Verão concorda em levá-los para Vilavelha como parte da jornada. No mar, Aemon morre de causas naturais. As suas últimas instruções para Sam são para dizer aos meistres da Cidadela o que aconteceu e fazê-los entender que devem enviar ajuda para Daenerys. Goiva e Sam tornam-se amantes ao longo do caminho.
Brienne de Tarth continua a sua busca para encontrar Sansa Stark. Ela é encontrada por Podrick Payne, ex-escudeiro de Tyrion, e concorda em deixar-lo acompanhá-la. Eles passam o norte através da cidade de Duskendale, onde encontram o exército Tyrell sob Senhor Randyll Tarly e encontram um antigo conhecido de Brienne, Sor Hyle Hunt. As explorações de Brienne levam-a ao longo de Ponta da Garra Partida, onde ela mata vários dos Bravos Companheiros, agora dispersos, e partem para um septo no estuário do rio Tridente, onde o Irmão Mais Velho diz que encontrou Sandor Clegane morto debaixo de uma árvore e descobriu que ele tinha estado com Arya Stark, que fugiu em direção ao litoral. A busca de Brienne a leva a Lagoa da Donzela e através das Salinas, mas ela não encontra nenhum sinal de Arya. O seu grupo encontra o que resta da da Irmandade Sem Estandartes e é capturado. Thoros de Myr diz-lhe que Beric Dondarrion morreu, dando a sua vida para salvar outra. Eles levam-na a Catelyn Stark, a "Senhora do Coração de Pedra". Catelyn acredita que Brienne a traiu, permitindo Jaime ficar livre sem retornar com suas filhas. Ela oferece a Brienne a chance de se redimir matando Jaime e quando Brienne recusa, Catelyn ordena que todo o seu grupo seja enforcado. Enquanto balança na forca, Brienne grita uma palavra desconhecida.
A frota de Paxter Redwyne da Árvore chega a Pedra do Dragão e o castelo é colocado sob cerco, enquanto Mace Tyrell conduz o seu exército para sul para investir contra Ponta Tempestade e terminar com as pretensões dos partidários de Stannis Baratheon no sul de uma vez por todas. Cersei faz com que o Alto Septão seja assassinado para que ele possa ser substituído por alguém leal a ela, mas o recém-chegado acaba sendo um fanático religioso com apoio dos refugiados de guerra de que agora se amontoam na cidade. Ele se oferece para acelerar a coroação de Tommen e perdoar à coroa as suas dívidas para a Fé se Cersei restaurar a Fé Militante. Cersei concorda, para o horror de Grande Meistre Pycelle.
No Ninho de Águia, Mindinho é confrontado por vários dos senhores do Vale, que estão descontentes com ele se tornar o governante depois da morte de Lady Lysa Arryn. Um dos senhores, a quem Mindinho tinha subornado, quebra a paz desembainhando aço durante a reunião. Mindinho usa o insulto contra os senhores, que eventualmente lhe permitem permanecer como Senhor Protetor de Robert Arryn pelo próximo ano. Depois, Mindinho discute os seus truques com Sansa (que finge ser a sua filha bastarda, Alayne Stone) e está impressionado com a rapidez com que ela capta as sutilezas do seu esquema. Ele revela-lhe que se algo acontecer a Robert, o Ninho de Águia e o nome Arryn passará para Harrold Hardyng, um sobrinho distante da casa, e se Harry e Sansa casarem, ele lhe daria um exército com o qual poderia recuperar Winterfell. Embora Sansa pense sobre isso, o clima piora, um sinal claro de que o Inverno está quase chegando aos Sete Reinos, e o pessoal do Ninho de Águia move-se para as Portas da Lua na base da montanha do Ninho de Águia. Durante o movimento Sansa se torna amiga de Mya Stone, uma das filhas bastardas do falecido Rei Robert Baratheon. Sansa também se torna uma nova figura materna para o doente Robert Arryn.
Jaime sai de Porto Real para ajudar a acabar com o cerco de Correrrio, onde os Frey e Lannister ainda são desobedecidos por Brynden Tully, o Peixe Negro, tio do Senhor Edmure Tully.  Jaime fala com Edmure, que estava cativo e fora trazido das Gêmeas, e promete não lhe fazer mal e permitir que o povo do castelo lá permaneça se Brynden se render. Depois de um cerco prolongado, em que Edmure é levado à forca numa tentativa frustrada pelos Freys de ameaçar Brynden, este recusa os termos de rendição de Jaime. Jaime tira Edmure da forca e negocia a rendição com ele, pois ele é o verdadeiro senhor do castelo. Edmure é devolvido a Correrrio, mas atrasa a sua entrega para a metade de um dia, deixando o seu tio escapar por um dos portões de água do castelo, após o cerco Lannister. Furioso, Jaime leva Edmure sob guarda pesada para o Rochedo Casterly. Emmon Frey toma o seu lugar como Senhor de Correrrio. Logo após o cerco terminar, flocos de neve começam a cair nas Terras Fluviais. O Inverno chegou. Jaime percebe que não haverá tempo para outra colheita. Os Sete Reinos sofrerão duramente aquilo que está por vir.
Os homens de ferro atacam duramente ao longo da costa da Campina, conquistando as Ilhas Escudo e praticamente bloqueando a boca do Honeywine e a rota em Vilavelha. Furiosos, Margaery Tyrell e o seu irmão Loras pedem ajuda a Cersei, que reluta. Ela dá permissão para o Senhor Redwyne regressar a sua casa e destruir a frota dos homens de ferro, mas só quando Pedra do Dragão for tomada. Loras lidera um assalto ao castelo e o conquista, mas é relatado que fica gravemente ferido no processo. Os protestos de Margaery incomodam Cersei, fazendo-a duvidar do seu papel futuro como esposa de Tommen. Ela concebe um plano para arruinar Margaery denunciando-a à Fé por dormir com um dos guardas de Cersei. Infelizmente, o tiro sai pela culatra quando o novo Alto Septão tortura o guarda para garantir a verdade da questão, e ele confessa muitas das impropriedades de Cersei. A Fé prende tanto Cersei como Margaery. Kevan Lannister é chamado a assumir o cargo de Regente e de Mão. Cersei convoca Jaime para voltar e defendê-la, mas sem resposta. Mace Tyrell levanta o cerco de Ponta Tempestade poucas semanas depois de começar e corre de volta para a capital e para descobrir o destino de sua filha, enquanto Randyll Tarly marcha na cidade a partir do norte. Entretanto Aurane Waters foge com a frota real recém-reconstruída.
O navio de Sam chega a Vilavelha, mal escapando dos ataques dos homens de ferro. Eles aprendem que estes invadiram e tomaram territórios da Árvore e falharam na tentativa de queimar o porto de Vilavelha. Sam vai para a Cidadela, mas é interceptado por Arquimeistre Marwyn. Marwyn revela que os outros arquimeistres não vão ficar impressionados ou comovidos pelas revelações de Sam sobre Daenerys. Quando Sam pergunta como Marwyn sabe que ele estava chegando, Marwyn revela que a Cidadela tem algumas das antigas velas de obsidiana valiriana, através da qual podia ver as coisas de longe. Marwyn afirma que quase dois séculos atrás, os meistres ajudaram a matar o último dos dragões para livrar o mundo de magia, mas agora esta voltou. Marwyn parte imediatamente para a Baía dos Escravos, dizendo a Sam para estudar muito e rápido, pois a Muralha vai precisar dos seus serviços. Sam é deixado na companhia de dois estudantes, Alleras, a Esfinge e um jovem chamado "Pate".

### Em Dorne
Em Lançassolar, capital da Dorne, é recebida a notícia da morte de Oberyn Martell nas mãos de Gregor Clegane, embora Gregor fosse mortalmente ferido na batalha. As filhas bastardas de Oberyn, as serpentes de areia, exigem vários planos de vingança, inclusive atacar Vilavelha e invadir Campina. Príncipe Doran Martell tranca-as para impedi-las de fazer qualquer coisa demasiado impulsiva, e manda dizer a Porto Real as confirmações da sua lealdade. A sua filha mais velha e herdeira (devido a primogenitura de igual em Dorne), Arianne está revoltada com a fraqueza de seu pai e suspeita que Doran pretenda suplantar-la pelo seu irmão Quentyn, que ela descobre ter partido para leste por motivos desconhecidos. Princesa Myrcella Baratheon, irmã mais velha do rei Tommen, está em Lançassolar, pois foi prometida em casamento a Trystane Martell, e Arianne traça um plano para coroar Myrcella Rainha dos Sete Reinos de acordo com lei dornesa e reacender a guerra. As suas tentativas são frustradas, no entanto. Sor Arys Oakheart, membro da Guarda Real guardando Myrcella, é morto numa briga e Myrcella é ferida. Arianne é presa por suas ações.
Depois de mantê-la isolada por um tempo, Doran finalmente permite que a sua filha o visite e descobre as suas queixas. Ele explica que, enquanto ele tinha a intenção de Quentyn tornar Príncipe de Dorne, ele teve um papel maior em mente para Arianne: ela deveria ter-se tornado rainha de todo Westeros. Arianne fica confusa, mas aprende que Doran planejava casá-la com Viserys Targaryen, mas esse plano foi frustrado quando Khal Drogo matou Viserys. Agora, o plano mudou. Quentyn está a caminho da Baía dos Escravos para encontrar e vencer o desejo do coração da Casa Martell: "Fogo e Sangue", ou seja um casamento com Daenerys.

### Na Cidade Livre de Braavos
Arya Stark encontra o caminho para a Casa do Preto e Branco, um templo ao Deus de Muitas Faces. Lá Arya é introduzida nas fileiras dos Homens sem Rosto como uma novata. Ela descobre que os Homens Sem Rosto não são apenas um bando de assassinos qualificados, mas também uma seita religiosa que data bem antes da desgraça de Valiria. Eles consideram os seus assassinatos como santos sacramentos ao seu deus da morte. Como os Homens sem Rosto não podem ter a sua verdadeira identidade, Arya assume o papel de Gata dos Canais e torna-se uma visão familiar nas ruas da cidade. No entanto, a sua antiga identidade, ocasionalmente, desliza através dela. Ela esconde a sua espada Agulha em vez de se livrar dela e depois mata Dareon por abandonar os seus votos à Patrulha da Noite. Os sacerdotes da Casa do Preto e Branco tornam-a cega.

## Publicação
Martin originalmente planejou que o quarto livro da série se chamasse A Dance with Dragons, e que este cobrisse a história em cinco anos após os acontecimentos de A Storm of Swords (principalmente em relação ao avanço de idade das personagens mais jovens). No entanto, durante o processo de escrita, ele percebeu que, para preencher esta lacuna, isto estava levando a uma dependência excessiva de flashbacks. Depois de doze meses ou mais de trabalho no livro, Martin decidiu abandonar muito do que já havia sido escrito e começar de novo, desta vez iniciando imediatamente após o final de A Storm of Swords. Ele revelou esta decisão, juntamente com o novo título da obra, "A Feast for Crows", no Worldcon na Filadélfia em 1 de setembro de 2001. Ele anunciou também que A Dance with Dragons seria agora o quinto romance da saga.
Em maio de 2005, Martin anunciou que o seu manuscrito para A Feast for Crows tinha atingido 1.527 páginas concluído, mas que ele ainda permanecia parcialmente inacabado, com "outra centena de páginas de capítulos incompletos, bem como outros capítulos esboçados mas totalmente não-escritos". Como o tamanho do manuscrito de A Storm of Swords, seu romance anterior, tinha sido um problema para os editores em todo o mundo, Martin e seus editores decidiram dividir a narrativa planejada para A Feast for Crows em dois livros.
Ao invés de dividir o texto ao meio cronologicamente, Martin optou por dividir o material por personagens e localização. O autor também acrescentou que o As Crônicas de Gelo e Fogo — até então composta por seis livros — seria agora uma provável série de sete romances. A Feast for Crows foi publicado meses depois, em 17 de outubro de 2005, cinco anos depois do volume anterior da saga. O romance paralelo, A Dance with Dragons, foi lançado em 12 de julho de 2011.

## Personagens de ponto de vista
A história é contada através de 12 personagens principais, uma personagem de ponto de vista no prólogo, para um total de treze.
- Prólogo: Pate, um noviço da cidadela.
- Sor Jaime Lannister, o segundo filho mais velho de Lorde Tywin Lannister, irmão de Tyrion e Cersei Lannister, Senhor Comandante da Guarda Real.
- Cersei Lannister, a rainha regente, filha mais velha de Lorde Tywin.
- Sansa Stark, irmã do falecido Rei do Norte e Senhor de Winterfell, fingindo ser filha bastarda de Petyr Baelish, Alayne Stone.
- Arya Stark, irmã mais nova do falecido Rei do Norte, indo em rumo a Cidade Livre de Bravos, mais tarde conhecida como "A Gata dos Canais".
- Brienne de Tarth, uma jovem guerreira em busca de Sansa e Arya Stark.
- Samwell Tarly, um irmão juramentado da patrulha da noite, filho de Lorde Randyll Tarly e o antigo herdeiro de Monte Chifre.
- Nas Ilhas de Ferro:
  - O Profeta e O Afogado: Príncipe Aeron Greyjoy, um sacerdote do deus afogado, irmão do rei Balon Greyjoy.
  - A Filha da Lula Gigante: Princesa Asha Greyjoy, filha do rei Balon Grejoy.
  - O Capitão de Ferro, O Pirata: Príncipe Victarion Greyjoy, irmão do rei Balon Greyjoy.
- Em Dorne: 
  - O Capitão dos Guardas: Aero Hotah, o capitão dos guardas do príncipe Doran Martell.
  - O Cavaleiro Maculado: Arys Oakheart, um membro da guarda real protegendo a princesa Myrcella Baratheon em Dorne.
  - A Fazedora de Rainhas, A Princesa na Torre: Arianne Martell, filha do príncipe Doran Martell e herdeira de Lançassolar.

## Recepção
Após seu lançamento, o livro alcançou o primeiro lugar na lista de mais vendidos dos jornais estadunidenses The New York Times e The Wall Street Journal, porém foi recebido com opiniões mistas por parte de leitores e da crítica literária. O jornalista Lev Grossman, da revista norte-americana TIME, considerou que por seu trabalho no tomo, Martin poderia ser considerado "o Tolkien americano", fazendo referência ao escritor da obra O Senhor dos Anéis. Thomas M. Wagner, do site sobre fantasia e ficção científica SF Reviews, comentou que gostou da divisão que o escritor fez na trama, dizendo que A Feast for Crows "ainda é uma história contada com tanta paixão e humanidade como Martin trouxe em qualquer volume anterior". Por outro lado, Lisa Westerfield, do site de notícias Examiner.com, considerou-o "o único romance um pouco frustrante" da saga; ela acredita que os novos pontos de vista adicionados à história não tornaram a trama interessante e finalizou dizendo que, caso o leitor não tivesse muito tempo disponível, este seria o volume da série a ser pulado. De forma semelhante, críticos da revista norte-americana Publishers Weekly observaram em sua análise que o romance "perde dolorosamente sua outra metade", acrescentando que "as magras colheitas aqui são saborosas, mas de nenhuma maneira satisfatórias". Escrevendo para o website Yahoo!, Elizabeth Periale afirmou que este volume estava menos focado em batalhas sangrentas do que o anterior, salientando o ritmo mais calmo e a presença constante de mulheres fortes na narrativa.

## Prêmios e indicações
| Premiação             | Ano  | Categoria                 | Resultado |
| --------------------- | ---- | ------------------------- | --------- |
| Prêmio Locus          | 2006 | Melhor Romance (Fantasia) | Indicado  |
| Prêmio Hugo           | 2006 | Melhor Romance            | Indicado  |
| British Fantasy Award | 2006 | Melhor Romance            | Indicado  |